# M/S Mysing
M/S Mysing byggdes 1978 på Marinteknik Verkstads AB för Stockholms Skärgårdstrafik AB, då med namnet M/S Sjöbris. Hon trafikerade sträckan Stockholm–Vaxholm–Blidösund–Arholma fram till september 1985 då hon såldes till Kostertrafik AB i Strömstad. I juni följande år levererades hon till den nya ägaren som döpte om henne till M/S Kosterö och satte henne i trafik mellan Strömstad och Smögen. År 1989 såldes hon till rederiet Skärgårdscruise som satte in henne på Strömstad–Halden och även Gråsten–Flensburg. År 1994 var hon åter tillbaka i Stockholms skärgård, nu med Utö Rederi AB som ägare, varvid hon döptes om till M/S Mysing. Hon har därefter chartrats ut till Waxholmsbolaget för sträckan Årsta havsbad–Utö. År 2020 köptes båten av Blidösundsbolaget. 